# 麻生美紀
麻生 美紀（あそう みき　1955年〈昭和30年〉3月28日 - ）は、主に1970年代 - 1980年代前期に活躍した日本の元タレント、モデル。神奈川県横浜市出身。本名、吉原 龍子。当時所属していた事務所は「ラーク・プロモーション」 → オスカープロモーション（1978年に移籍）。

## 来歴・人物
高校卒業後、東京・青山でスカウトされてラークプロに所属し、芸能活動を開始。最初の芸能界での仕事はペプシコーラのCF。その後エドウインジーンズのCFでスターダムにのし上がり、その他にも多くのCM・CFに出演しポスターのモデルを務め、当時の「CFモデル界のトップ」「CFクイーン」とも言われていた。『平凡パンチ』1976年1月19日号、『アサヒ芸能』1976年1月29日号、『POCKETパンチ』（平凡出版）1976年12月号などで表紙を飾る。1974年には『プレイガールQ』でテレビドラマにも進出。
公表されていたサイズ（1976年～1978年当時）は、身長163cm、B80cm、W58cm、H84cm。

## 出演

### CM・CF
- ペプシコーラ[6]
- エドウインジーンズ[6][5]
- ロッテ[6]
- 山之内製薬
- ライオン・エメロン[6]
- 日本航空[6][1]
- 三菱石油[6]
- 大和紡[6][1]
- 伊藤忠商事[6]
- サントネージュワイン[3][5]
- 旭硝子[3]

### テレビドラマ
- プレイガールQ （東京12チャンネル、東映）- ミキ 役、第3話からレギュラー出演